# Chociebąd
Chociebąd – staropolskie imię męskie, zrekonstruowane na podstawie nazwy wsi Kocobędz albo Chociebądz, złożone z członów Chocie- („chcieć”) i -bąd („być, istnieć, żyć”). 
Chociebąd imieniny obchodzi 22 lutego.